# 通差·賈第
通差·賈第（英語：Thongchai Jaidee，1969年11月8日—），泰國職業高爾夫球手，是亞洲巡迴賽中累計獎金最多的球員，贏過13次亞洲巡迴賽冠軍，奪冠次數僅次於塔旺·維拉強。賈第在亞洲巡迴賽中曾3次獲得年度最佳成績，亦是首個獎金突破2百萬、3百萬、4百萬及5百萬美金的球員。